# Pidhavrîlivka, Pokrovske
Pidhavrîlivka (în ucraineană Підгаврилівка) este un sat în comuna Havrîlivka din raionul Pokrovske, regiunea Dnipropetrovsk, Ucraina.

## Demografie
Componența lingvistică a localității Pidhavrîlivka
     Ucraineană (96,18%)
     Rusă (3,82%)
Conform recensământului din 2001, majoritatea populației localității Pidhavrîlivka era vorbitoare de ucraineană (96,18%), existând în minoritate și vorbitori de rusă (3,82%).